# Приор, Вильям Вайн
Ви́льям Ва́йн При́ор (дат. William Wain Prior) (18 июля 1876 — 9 марта 1946)— датский генерал-майор и военный деятель, верховный главнокомандующий Датских вооружённых сил в период с 1939 по 1941 годы.

## Биография
Вильям Вайн Приор родился 18 июля 1876 года в Копенгагене.
Карьеру военного Приор начал в 1898 году премьер-лейтенантом в пехоте. После 1903 года был переведён в генеральный штаб, где в период с 1917 по 1924 годы являлся начальником оперативной секции, а с 1924 по 1928 год преподавал на курсах офицеров.
С 1928 по 1930 год Уайн Приор командовал 5-м пехотным полком, а затем до 1931 года служил начальником технического отдела Генштаба Датской армии.
С 1931 года Приор был назначен начальником Генштаба, а в 1937 году — командиром Зеландской дивизии. Пост Верховного главнокомандующего Датских вооружённых сил Приор получил в декабре 1939 года.

### Оккупация Дании
Еще до оккупации Дании Германией в 1940 году генерал Приор практически один высказался за мобилизацию (с 15 тысяч человек после мобилизации датские вооруженные силы должны были насчитывать 85 тысяч человек) и сопротивление, но его предложение было отклонено  в Фолькетинге, так как большинство депутатов парламента опасались, что увеличение военной мощи Дании может спровоцировать нацистскую Германию. Против Приора выступили также и премьер Торвальд Стаунинг, и министр иностранных дел Эдвард Мунх, и непосредственно король Дании Кристиан X. 
9 апреля 1940 года Германия вторглась в Данию. Желание Приора оказать сопротивление не было поддержано ни королём, ни министрами, которые предлагали капитулировать. Приор же предлагал защищать страну, а королю укрыться в расположенном поблизости военном лагере у Хевелте, чтобы избежать пленения. Несмотря на решение короля и правительства, 12 апреля генерал-лейтенант Приор объявил в своём выступлении по радио благодарность датской армии за её поведение во время агрессии: «Никто в армии не нарушил своего долга по отношению к королю и родине».
Приор занимал пост главнокомандующего датской армии во время первой половины немецкой оккупации, и активно работал по предотвращению участия датской армии на стороне немцев во время Второй мировой войны.
В октябре 1941 года Вильям Вайн Приор оставил пост главнокоманующего.
Вильям Вайн Приор скончался 9 марта 1946 года в Фредериксберге (остров Зеландия).